# Архив города Севастополя
ГКУ «Архив города Севастополя» (Государственный архив города Севастополя, укр. Державний архів міста Севастополя) — структурное подразделение городской исполнительной власти, осуществляющее хранение находящихся в собственности Севастополя документов архивного фонда и других переданных на хранение документов.

## История
После Октябрьской революции и Гражданской войны в Севастополе начали создавать органы государственной архивной службы. После неоднократных смен власти в городе в 1917—1920 годах многие ведомственные архивы были уничтожены, на городских рынках наблюдалась торговля ценными бумагами.

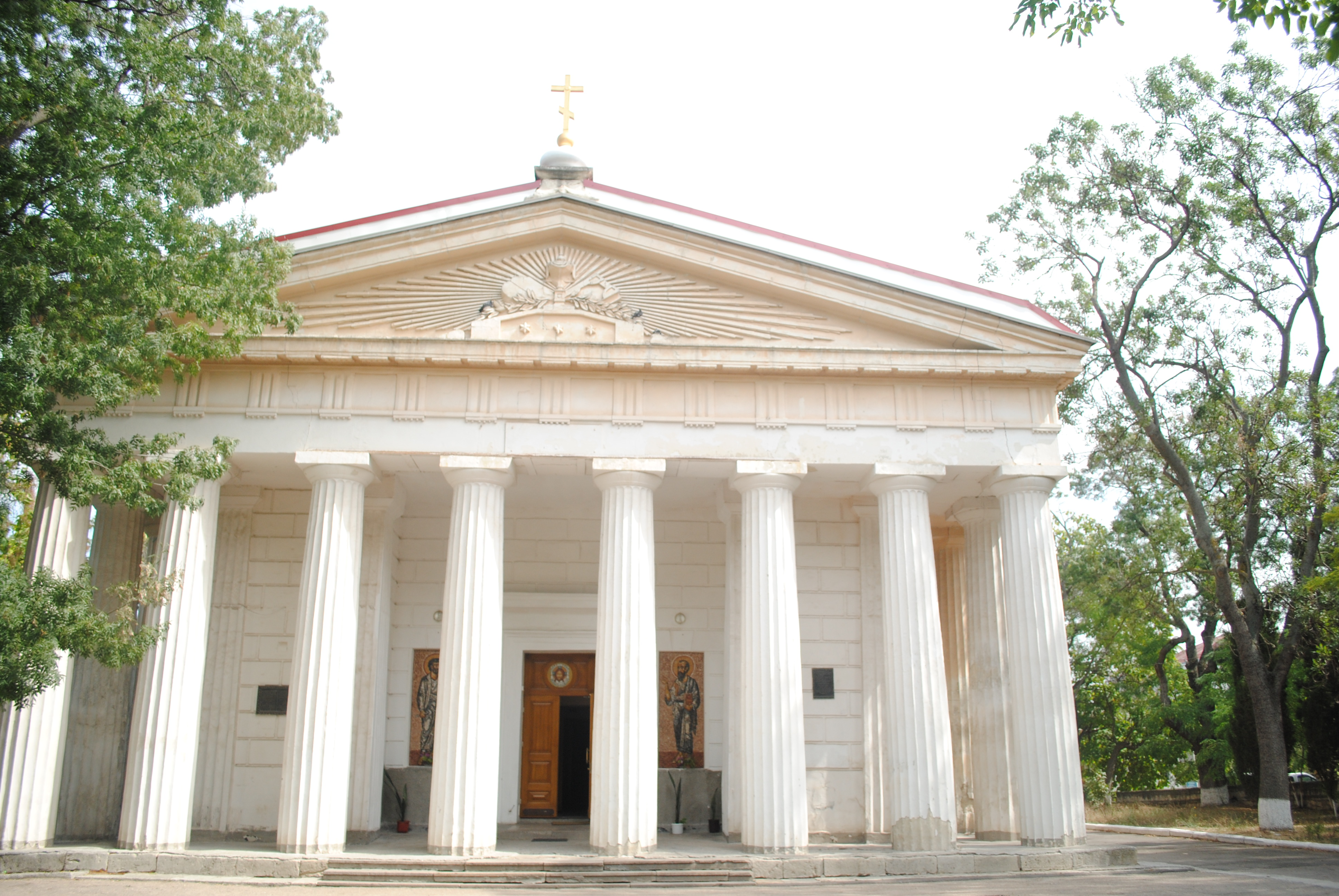
Петропавловский собор, ул. Суворова, 37, где архив размещался в 1931—1945 годах

В 1921 году в городе Севастополе было организовано Уездное отделение Крымского архива. Основой стали архивы учреждений Морского ведомства, севастопольской крепости и городского самоуправления. Архив располагался при Севастопольском окружном исполнительном комитете, обязанности окружного архивиста выполняли сотрудники комитета по совместительству. Первый руководитель архива — архивист Крымского областного архивного управления по городу Севастополю и Балаклаве П. И. Соловьев. Первый отчёт севастопольского архива относится к 1925—1926 годам. На учёте числилось 9 разобранных и 7 вновь принятых отдельных фондов.
В 1930 году Севастопольский архив получил статус Архивного бюро с собственным штампом, печатью и сметой, а в 1931 году был размещён в отдельном здании бывшей Петропавловского собора. В феврале 1938 году Севастопольское отделение ЦАУ Крымской АССР было преобразовано в Севастопольский государственный архив, штат сотрудников составил 8 человек.
Осенью 1941 года архив работал в условиях бомбардировок Севастополя немецкой авиации, велась подготовка к эвакуации. Документы переправлялись морем в Абхазию, далее эвакуировались в Абакан. Последний приказ директора был издан 18 октября 1941 года, оборона города Севастополя началась 30 октября 1941 года. Большая часть документов архива погибла в период обороны и эвакуации. Деятельность архива возобновилась после эвакуации 3 апреля 1945 года.

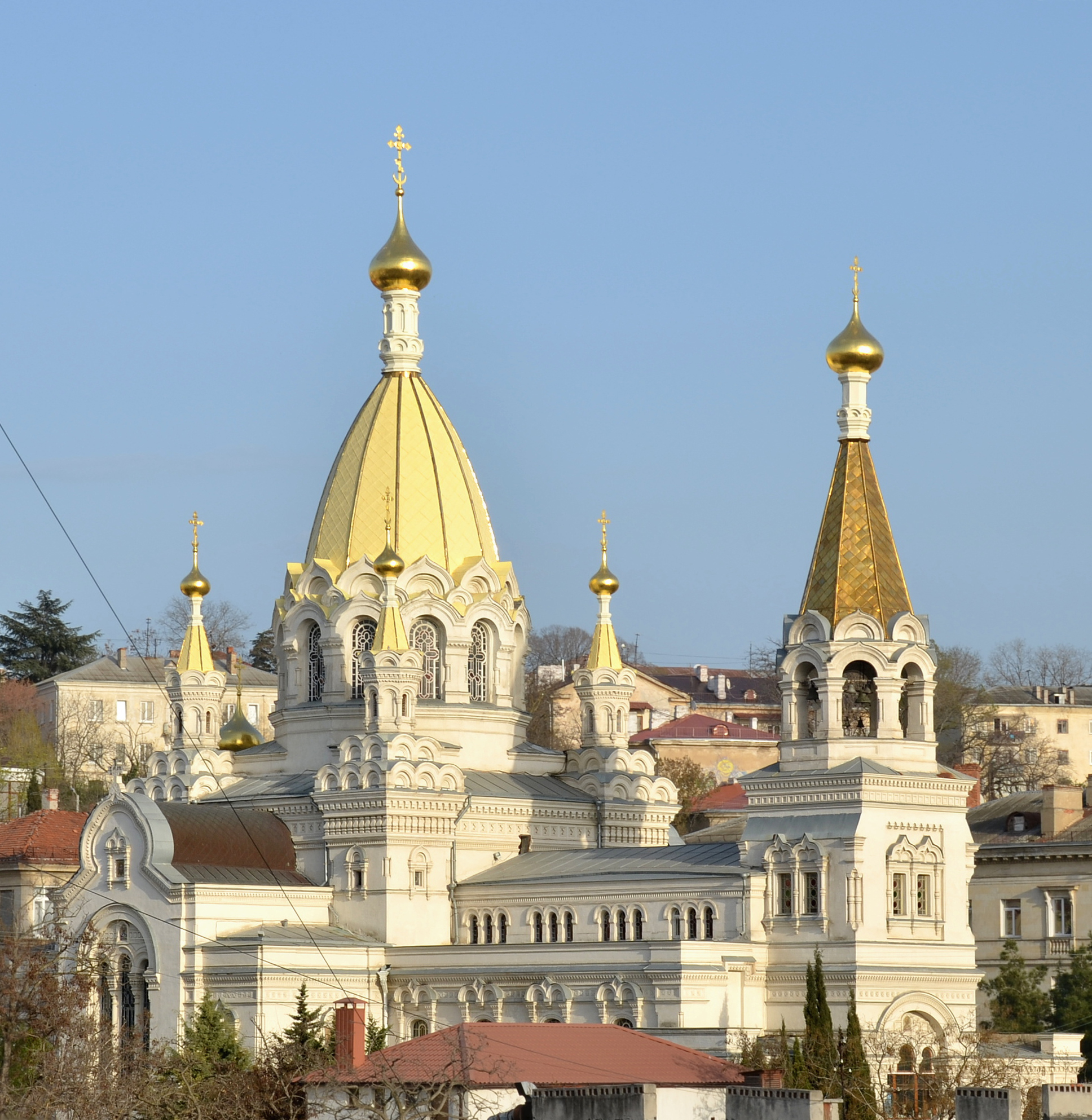
Покровский кафедральный собор где архив размещался в 1963—1994 годах

После передачи архива из структур МВД в подчинение городским властям в новом качестве деятельность Севастопольского архива была начата 11 мая 1962 года — архив начал работу как научно-исследовательское учреждение с постоянным фондовым составом. Архив помимо комплектования, учёта и обеспечения сохранности документов занялся также созданием научно-справочного аппарата, методическими разработками и историческим использованием документов — публикацией статей, подготовкой теле и радиопередач, докладов к научным конференциям. Фонды размещались в зданиях Покровского собора по ул. Большая Морская, 36 и в доме священника, где в 1963—1994 годах размещалась канцелярия Севастопольского городского архива.
В 1983 году сотрудниками был подготовлен и издан сборник документов «Севастополю 200 лет», а коллектив был награждён бронзовой медалью. В 1980—1990 годы архив располагался в здании Покровского собора. В 1994 году здание было полностью освобождено и передано религиозной общине, а архив разместился в здании Укртелекома на проспекте Героев Сталинграда 64, где и находится в настоящее время. Несмотря на неприспособленность здания, в мае 1994 года архив возобновил свою деятельность. Также с 1994 года планировалось строительство здания на проспекте Генерала Острякова, но оно заглохло из-за отсутствия финансирования, а позднее было достроено с иным назначением.

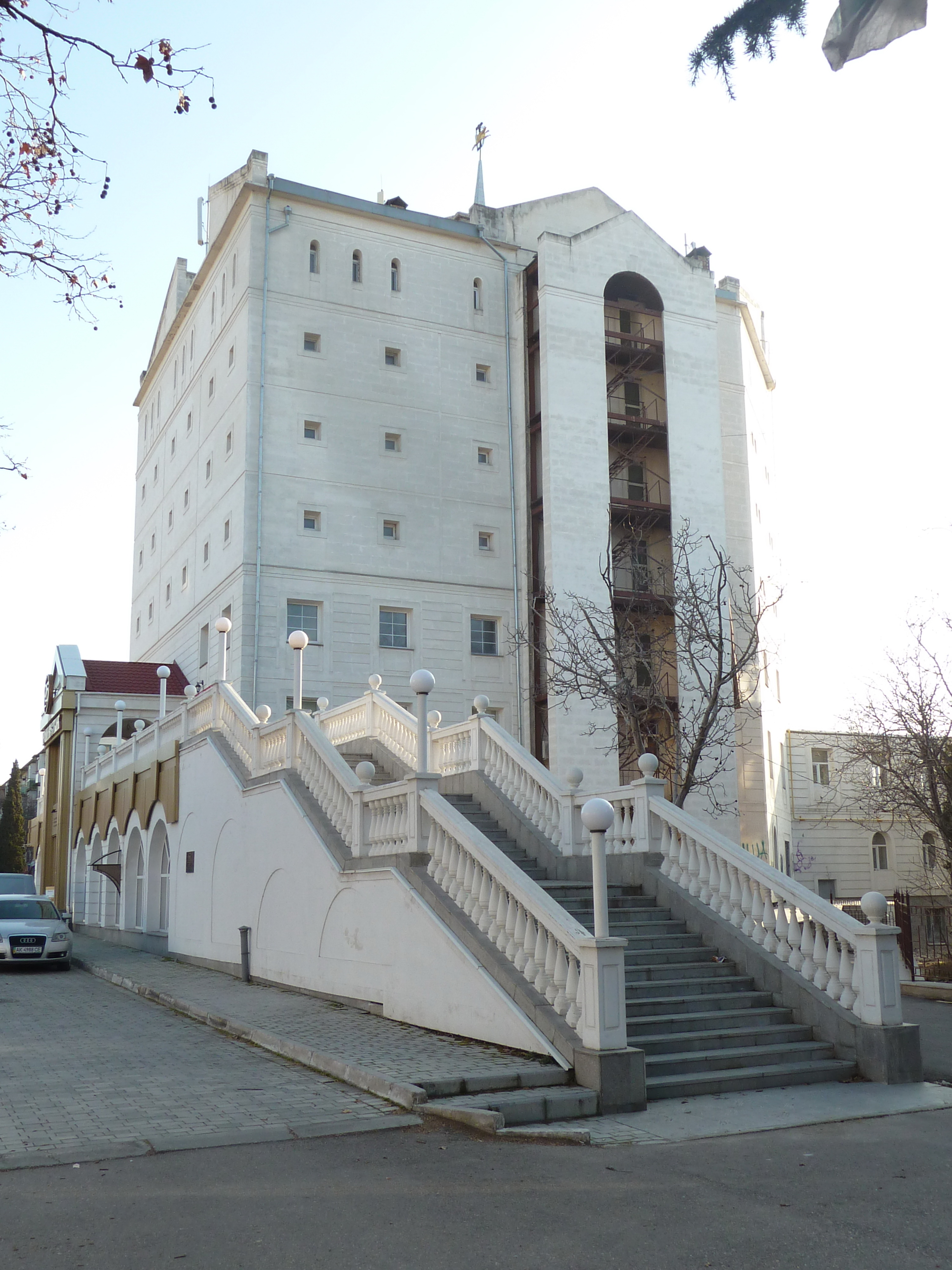
Корпус архива по Проспекту генерала Острякова, 36а в 2013 году

24 июля 2001 года отмечалось 80-летие архива, его коллектив был награждён Почётной грамотой и памятным знаком «За заслуги перед городом».

### В Российской Федерации
После Аннексии Крыма Российской Федерацией согласно позиции России называется Государственное казенное учреждение «Архив города Севастополя» (ГКУ «Архив города Севастополя»), согласно позиции Украины Державний архів міста Севастополя.
В 2014 году работы по реконструкции здания архива включили в ФЦП «Социально-экономическое развитие Республики Крым и Севастополя до 2020 года», на строительство из бюджета РФ направили 180 млн рублей. «Все наши архивы до этого хранились на площади порядка 2 тыс. кв. м, сейчас это будет 4 тысячи. Теперь каждый интересующийся сможет прийти и посмотреть интересующие документы. У нас идет большое количество запросов, в прошлом году это было 12 тысяч, наверное, это [число] будет увеличиваться. Надо думать о следующем этапе развития нашего городского архива», — отметил на торжественном открытии губернатор Севастополя Дмитрий Овсянников. За 2017 год объёмы хранения в архиве были увеличены на 83 тысячи единиц.
По словам руководителя Федерального архивного агентства Андрея Артизова, новое здание госархива, соответствует всем современным требованиям к архивам. Фонды оцифровываются и выкладываются в свободный доступ на сайт архива. Новое здание рассчитано для размещение 500 000 единиц хранения, в том числе 200 тыс. бумажных документов, 80 тыс. электронных документов, 220 тыс. единиц хранения страхового фонда. Оборудована лаборатория микрофильмирования и сканирования документов, которая ранее отсутствовала, лаборатория реставрации и ремонта документов, помещение читального зала и архивохранилищ.
В настоящее время — директор Архива города Севастополя Краснонос Ирина Владимировна.

## Фонды
Объём фондов на 1 января 2006 года составлял:
- 455 фондов
- 214247 единиц хранения с бумажной основою
- 19 видео
- 15 тысяч фото
- 117 фоноединиц хранения и 1 кинофильм.